# Соколов, Александр Фёдорович
Александр Фёдорович Соколов (23 октября 1924, Рыбинский уезд, Рыбинская губерния — 1 мая 1945) — командир расчёта станкового пулемёта 1-го эскадрона 11-го гвардейского кавалерийского полка гвардии старший сержант — на момент представления к награждению орденом Славы 1-й степени.

## Биография
Родился 23 октября 1924 года в деревне Мартыниха Рыбинского уезда. Окончил 4 класса. Работал в колхозе «Красный трудовик».
В августе 1942 года был призван в ряды Красной Армии. С момента прибытия на фронт весь боевой путь прошёл в составе 1-го эскадрона 11-го гвардейского кавалерийского полка 4-й гвардейской кавалерийской дивизии, был пулемётчиком, командиром расчёта станкового пулемёта. Воевал на Центральном, Брянском, Белорусском и 1-м Белорусском фронтах. Был трижды ранен, но после лечения возвращался в строй. Расчёт А. Ф. Соколова считали одним из наиболее опытных в эскадроне и потому отправлялся на выполнение самых сложных заданий.
22 ноября 1944 года в боях за город Влодава гвардии сержант Соколов гранатами подавил огневую точку противника, огнём из своего пулемёта поразил до 15 противников, чем обеспечил продвижение эскадрона.
Приказом по частям 4-й гвардейской кавалерийской дивизии от 16 августа 1944 года гвардии сержант Соколов Александр Фёдорович награждён орденом Славы 3-й степени.
6 февраля 1944 года в бою за населённый пункт Цахарин гвардии старший сержант Соколов с пулемётным расчетом одним из первых переправился на правый берег реки Пилава. Метким огнём пулемётчики поддержали переправу советских подразделений, подавили 3 огневые точки, вражескую артиллерийскую батарею, уничтожили до 15 солдат и офицеров противника.
Приказом по войскам 1-го Белорусского фронта от 8 апреля 1945 года гвардии старший сержант Соколов Александр Фёдорович награждён орденом Славы 2-й степени.
На завершающем этапе войны, в ходе Берлинской операции, части 2-го гвардейского кавалерийского корпуса действовали в полосе наступления 33-й армии, форсировали реку Шпрее, канал Одер-Шпрее. С 27 апреля — по 1 мая корпус ускоренным маршем обошёл Берлин с севера и пылающий город Фризак.
1 мая 1945 года при отражении контратаки противника гвардии старший сержант Соколов, после того как весь состав расчета был выведен из строя, продолжал вести огонь в одиночку. Будучи тяжело раненым отбил контратаку противника, уничтожив при этом практически целое отделение противника.
Был эвакуирован в тыл в 24-й подвижный полевой госпиталь, где в тот же день скончался от полученных ранений. Согласно донесению был похоронен в населённом пункте Литцов в 3 км западнее города Науэн.
Указом Президиума Верховного Совета СССР от 15 мая 1946 года за отвагу и героизм, проявленные в боях с немецкими захватчиками в Великой Отечественной войны гвардии старший сержант Соколов Александр Фёдорович награждён орденом Славы 1-й степени посмертно. Стал полным кавалером ордена Славы.
Награждён орденами Славы 1-й, 2-й и 3-й степеней.

## Комментарии
1. ↑  Деревня Мартыниха[1], насчитывавшая в 1915 году 18 дворов, входила в состав Мышкинского уезда[2] (с 14.11.1923 — Рыбинского уезда); не сохранилась, ныне — урочище[3] на территории Октябрьского сельского поселения в Некоузском районе, Ярославская область[4].